# وزارة الاتصالات (الصومال)
وزارة الاتصالات هي وزارة مسؤولة عن الإشراف على الاتصالات وإدارتها في جمهورية الصومال. وزير الاتصالات الحالي هو جامع حسن خليف.